# Otto von Lilienfeld

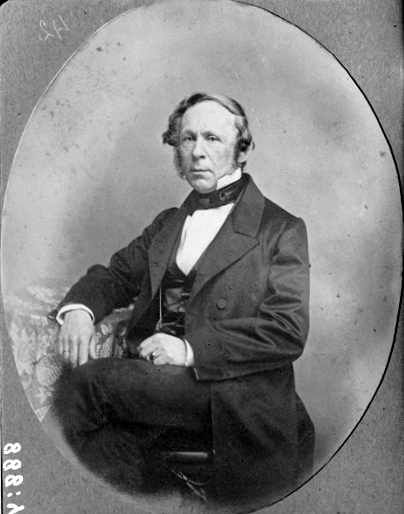
Otto von Lilienfeld

Otto Gustav von Lilienfeld (* 10. Septemberjul. / 22. September 1805greg. in Reval; † 15. Märzjul. / 27. März 1896greg. in Saage), Herr auf Saage, Sicklecht, Allo, Rappel und Angern, war ein deutsch-baltischer Rittergutsbesitzer, Jurist und Präsident des estländischen evangelisch-lutherischen Konsistoriums.

## Leben
Lilienfeld studierte ab 1824 Rechtswissenschaften an der Kaiserlichen Universität Dorpat und übernahm danach die Verwaltung der Güter in Saage, Angern, Rappel, Sicklecht und Allo (Estland). 1831 wurde er Ritterschaftsauskultant, 1832 Ritterschaftssekretär, 1842 Ritterschaftshauptmann und 1846 estländischer Landrat. Zugleich amtierte er von 1842 bis 1861 als Kurator der Domschule zu Reval und 1857 bis 1863 als Präses der estländischen adeligen Kreditkasse. 1868 bis 1879 stand er als Präsident des estländischen evangelisch-lutherischen Konsistorium vor. 1884 wurde er Präsident des estländischen Oberlandgerichts.

## Herkunft und Familie

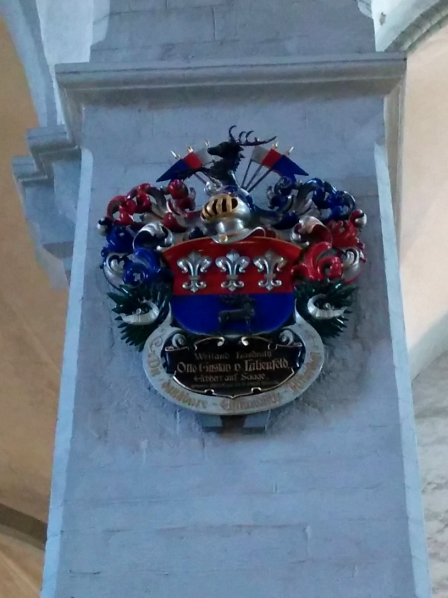
Wappen der Adelsfamilie von Lilienfeld mit dem Namenszug Otto Gustav von Lilienfeld im Tallinner Dom

Otto Gustav von Lilienfeld stammte aus dem alt eingesessenen  Adelsgeschlecht von Lilienfeld (III. Haus Saage). Sein Vater war der Ritterschaftshauptmann und baltische Landrat Georg Woldemar von Lilienfeld (1772–1835), Herr auf Saage und Sicklecht, der mit Gustaviana Christine von Dellingshausen (1765–1820), Erbin von Saage, verheiratet war. Otto Gustav heiratete 1831 Gustava Marie von Benckendorff (1811–1892), eine Tochter des estländischen Ritterschaftshauptmanns, Landrats und Zivilgouverneurs von Estland Paul Friedrich von Benckendorff, ihre Nachkommen waren:
- Elisabeth Sophie von Lilienfeld (* 1832 in Reval; † 1917 in Kassel) ⚭ Ludwig von Werthern
- Sophie Amalie von Lilienfeld (1834–1920)
- Pauline Gustava von Lilienfeld (1836–1879)
- Georg Paul von Lilienfeld (* 1838 in Saage; † 1867 in Vernex, Schweiz), Landwirt
- Otto Hermann von Lilienfeld (1840–1910), Herr auf Kechtel, Kappel und Saage ⚭ Wilhelmine Ebba von Rosen (* 1844; † 1897 in Berlin)
  - Helmut Karl von Lilienfeld (1874–1930), Kreisabgeordneter
    - Georg Wilhelm von Lilienfeld (1912–1989), Diplomat
- Marie von Lilienfeld (1841–1929)
- Amalie Katharina von Lilienfeld (* 1845 in Saage; † 1926 in Schwerin) ⚭ Baron Gustav Woldemar von Krüdener (1840–1915)
- Rudolf Paul von Lilienfeld (1844–1910), Herr auf Allo, Rappel und Sicklecht ⚭ Lucie Elisabeth Gräfin von Tiesenhausen (1845–1917)